# Comité Paralímpico de Israel
El Comité Paralímpico de Israel es el comité paralímpico nacional que representa a Israel. Esta organización es la responsable de las actividades deportivas paralímpicas en el país. Es miembro del Comité Paralímpico Internacional y del Comité Paralímpico Europeo.